# Amami (Emma)
Amami è un singolo della cantautrice italiana Emma, pubblicato il 19 marzo 2013 come primo estratto dal terzo album in studio Schiena.
Il 3 giugno dello stesso anno il singolo è stato premiato ai Wind Music Awards 2013 nella categoria Singolo Platino.

## Descrizione
Scritto e composto dalla stessa Marrone, prodotto da Brando e scandito dalla batteria di Mylious Johnson, Amami è stato il primo brano italiano ad essere stato reso disponibile per il preordine attraverso l'iTunes Store ed è entrato in rotazione radiofonica a partire dal 22 marzo 2013. Il brano è stato inciso anche in lingua spagnola con il titolo Amame. In questa versione Emma duetta con David Bisbal.

La cantante ha annunciato il brano in anteprima sulla sua pagina ufficiale Facebook, presentando il singolo con un discorso di introduzione nel quale ha dichiarato di aver scritto e composto il brano alle 3 di notte mentre suonava con la sua chitarra. La cantante ha presentato il brano attraverso il seguente comunicato:
Il singolo è stato definito come il brano che consacra Marrone come interprete rock, designandola come erede artistica di Gianna Nannini.
Nel 2013 il singolo ha ricevuto il premio Digital Songs Platino ai Wind Music Awards per le vendite conseguite secondo i parametri delle Certificazioni FIMI in corso nel 2013 (oltre 30.000).

## Video musicale
Il video, diretto da Ludovico Galletti e Sami Schinaia e prodotto dalla lab35 FILMS, è stato reso disponibile sul canale ufficiale Vevo della cantante il 22 marzo 2013. Nel video Emma appare in primo piano su sfondo bianco, con delle piume che le cadono davanti, mentre nella parte finale c'è sempre la cantante salentina (unica protagonista di tutto il video) che nuota in una piscina.

## Tracce
Testi e musiche di Emma Marrone.
1. Amami – 3:48

## Successo commerciale
Amami ha debuttato alla terza posizione della Top Singoli, venendo certificato il mese seguente disco di platino dalla FIMI per le oltre 30 000 unità vendute.
Il brano figura alla posizione 24ª posizione fra i singoli più venduti in Italia nel primo semestre del 2013, secondo la classifica stilata da FIMI, mentre ha chiuso l'anno alla 33ª posizione.

## Classifiche

### Classifiche settimanali
| Classifica (2013) | Posizione massima |
| ----------------- | ----------------- |
| Italia            | 3                 |

### Classifiche di fine anno
| Classifica (2013) | Posizione |
| ----------------- | --------- |
| Italia            | 33        |